# Harrison Gwamnishu
Harrison Emefiena Gwamnishu, (Delta, 17 de julho de 1989) mais conhecido como Harrison Gwamnishu, é um ativista de direitos humanos, empreendedor social e filantropo nigeriano. Gwamnishu é conhecido por aumentar a conscientização sobre questões de justiça social, encarceramento injusto, reformas legais e bem-estar dos prisioneiros.

## Início da vida
Harrison Gwamnishu nasceu em 17 de julho de 1989, em Ubulu Ukwu, na área de governo local de Aniocha South, Delta, na Nigéria.

## Carreira e Advocacia
Gwamnishu ganhou destaque por seu trabalho de defesa dos prisioneiros, especialmente aqueles que foram encarcerados injustamente. Através da sua organização Behind Bar Human Rights Foundation, ele trabalhou para destacar as duras condições enfrentadas pelos prisioneiros nas prisões nigerianas e para fornecer assistência na garantia de justiça para indivíduos que foram presos injustamente. O seu trabalho estende-se à sensibilização sobre as violações dos direitos humanos, e à defesa de reformas sistémicas nos sistemas jurídico e prisional da Nigéria. Entre as suas contribuições significativas está o seu envolvimento no caso de Ada Jesus, e nos casos de desaparecimento de Celine Ndudim e Afiba Tandoh.
Harrison Gwamnishu entrou na política como candidato do Partido Trabalhista durante as eleições de 2023 para a Assembleia Legislativa do Estado do Delta, representando o distrito eleitoral de Aniocha South. Embora tenha perdido esta eleição, sua participação marcou sua incursão inicial em cargos públicos. Depois, ele se retirou, anunciando sua renúncia do Partido Trabalhista, citando alegações persistentes de que traiu o partido durante a campanha. Ele expressou arrependimento em uma declaração nas redes sociais, mas observou que permanecer no partido poderia prejudicar sua reputação. Ele reafirmou seu compromisso com o "Obidient Movement", inspirado por Peter Obi. Gwamnishu agradeceu à liderança do partido pelo seu apoio e prometeu cooperar com as investigações para limpar o seu nome.
Em agosto de 2024, Gwamnishu foi nomeado Assistente Especial Sênior para a Sociedade Civil e Mobilização da Juventude do Governador do Estado do Delta, Xerife Oborevwori.

## Controvérsia
Como defensor ativo contra as violações dos direitos humanos, Gwamnishu tem entrado frequentemente em conflito com as agências responsáveis pela aplicação da lei. Em 2020, ele teria sido detido pela polícia em conexão com suas críticas públicas à brutalidade policial na Nigéria. Em fevereiro de 2024, Harrison acusou policiais do Departamento de Investigação Criminal da Força (FCID) de extorquir ₦ 3,15 milhões de um residente em Auchi, Edo, na Nigéria.
Em julho de 2024, Harrison Gwamnishu criticou publicamente o porta-voz da polícia nigeriana, ACP Olumuyiwa Adejobi, por comentários sobre a morte de Erasmus Emeya, um detento de 33 anos. A mãe de Emeya alegou que seu filho foi torturado até a morte enquanto estava sob custódia policial. No entanto, Adejobi afirmou que Emeya morreu por asfixia e não por tortura, com base no resultado da autópsia. Adejobi também descreveu Emeya como uma cultista e estupradora. Gwamnishu condenou as declarações de Adejobi, acusando a polícia de rotular Emeya prematuramente sem condenação e de negligenciar investigações exaustivas.
Em 24 de outubro de 2024, a Universidade da Nigéria Nsukka (UNN), emitiu uma declaração exigindo uma retratação imediata e um pedido de desculpas de Harrison Gwamnishu por alegados comentários difamatórios sobre a instituição A controvérsia surgiu depois que Gwamnishu compartilhou um vídeo viral online, alegando que um estudante havia sido espancado até a morte por agressores desconhecidos nas dependências da universidade. A UNN refutou estas alegações, classificando-as como falsas e prejudiciais à reputação da instituição.

## Tentativa de assassinato
Em junho de 2021, Harrison Gwamnishu escapou de uma tentativa de assassinato. Segundo seu relato, ele foi perseguido por homens armados em uma van Hilux preta marcada com "Polícia" enquanto dirigia perto do Aeroporto Internacional de Asaba. Gwamnishu percebeu que o veículo o seguia e começou a filmar o incidente com seu celular. Os homens armados, vestidos de preto e supostamente portando rifles AK-47, apontaram uma arma para ele e tentaram atirar. Ele desviou o veículo para fugir deles e escapou. Gwamnishu descreveu o incidente como a segunda tentativa contra sua vida e apelou ao Comando da Polícia do Estado do Delta para investigar e identificar os responsáveis.

## Filantropia
Em 2021, ele começou a ser voluntário na Widows in Nigeria, uma organização sem fins lucrativos que visa capacitar as pessoas para prevenir a violência e promover o desenvolvimento sustentável.

## Reconhecimentos
- 2022: Indicado ao Cruzador dos Direitos Humanos do Ano da Leadership Excellence Awards, por Igbere Tv.[41][42]
- 2023: Indicado ao Humanitário do Ano da Nigeria Achievers Awards.[43]
- 2024: Reconhecido como Ativista de Direitos Humanos do Ano pela The Golden Stars Awards.[44]